# Hippolyte Hostein (père)
Pour les articles homonymes, voir Hostein.
Ne doit pas être confondu avec Hippolyte Hostein (fils).
Hippolyte Hostein est un auteur dramatique, metteur en scène et directeur de théâtre français, né le 14 octobre 1814 à Strasbourg et mort à Paris 16e le 8 septembre 1879.

## Biographie
Il dirige successivement le Théâtre de la Porte Saint-Antoine (1837-1847), le Théâtre-Historique (1847-1850), le théâtre de la Gaîté, boulevard du Temple (1849-1858), le Cirque-Olympique (1858-1862), le théâtre du Châtelet (1862-1864/1865-1869), le théâtre du Prince-Impérial (1868-1869), le théâtre de la Renaissance (1873-1875) et le théâtre de l'Ambigu (1875). Il publie également des chroniques dans Le Figaro et Le Constitutionnel.
Il est le père du militaire et entrepreneur Emmanuel Antony Hypolite Hostein .

## Œuvre
Théâtre
- La Perle de Morlaix, drame-vaudeville en 3 actes, avec Déaddé Saint-Yves et Édouard Delalain, Paris, Gaîté, 27 mai 1843
- Le Miracle des roses, drame en seize tableaux, avec Antony Béraud, 1844
- Les Sept Ans de S. A. Mgr le Prince impérial, cantate sur une musique d'Adolphe de Groot, créée au théâtre du Châtelet le 16 mars 1863
- L'Affaire Lerouge, drame en cinq actes et huit tableaux d'après Émile Gaboriau, créé au théâtre du Château-d'eau le 2 mai 1872

Écrits
- Les Contes bleus de ma nourrice, A. Desesserts, Paris, 1843
- Réforme théâtrale suivie d'Esquisse d'un projet de loi sur les théâtres, A. Desesserts, Paris, 1848
- La Liberté des théâtres, Librairie des auteurs, Paris, 1867
- Historiettes et souvenirs d'un homme de théâtre, E. Dentu, Paris, 1878
- Caractères et portraits de la jeunesse, A. Desseserts, Paris, 1847
- Bonjour et Bonsoir, Librairie d’éducation, Paris, 1878